# Karups sommarby
Karups sommarby est une localité suédoise située dans la commune de Sjöbo en Scanie.
Sa population était de 410 habitants en 2019.